# 아론 귄나르손
아론 에이나르 말름크비스트 귄나르손(아이슬란드어: Aron Einar Malmquist Gunnarsson, 1989년 4월 22일 ~ )은 아이슬란드의 축구 선수로 2012년부터 현재까지 아이슬란드 축구 국가대표팀의 주장직을 맡고 있으며 FIFA 센추리클럽에 가입되어 있는 4명의 아이슬란드 선수 중 한명이다.

## 선수 경력

### 클럽
2005년 고향팀인 토르 아퀴레이리에서 프로 활동을 시작하여 2006 시즌 종료 후 네덜란드 에레디비시의 AZ 알크마르로 이적했으나 2007-08 시즌까지 리그 1경기 출장에 그쳤다.
2007-08 시즌을 마치고 잉글랜드 EFL 챔피언십의 코번트리 시티로 둥지를 튼 후 2010-11 시즌까지 공식전 133경기 7골의 준수한 성적을 남기며 2008-09 시즌 잉글랜드 FA컵 8강 진출에 기여했고 2010-11 시즌을 마친 뒤 같은 리그의 카디프 시티로 이적하여 2018-19 시즌까지 공식전 286경기 25골을 기록하며 2011-12 시즌 EFL컵 준우승, 2012-13 시즌 EFL 챔피언십 우승, 2017-18 시즌 EFL 챔피언십 준우승 등에 공헌했다.
그리고 2018-19 시즌 종료 후인 2019년 3월 이적료 355억원에 카타르 스타스 리그의 알아라비 SC와 입단 계약을 체결하여 같은 해 7월 정식 입단한 후 2020년 카타르 에미르컵 준우승, 2021년 카타르 에미르컵 4강, 2021년 카타르 FA컵 4강, 2022년 카타르 FA컵 우승 등의 성과를 거두었다.

### 국가대표팀
아이슬란드 연령별 대표팀(U-17, U-19, U-21)에서 34경기를 소화했고 특히 U-21 대표팀 소속으로 2011년 UEFA 유러피언 U-21 챔피언십에 출전했으나 팀은 벨라루스 U-21팀에 승자승 원칙에서 밀려 4강 진출 실패의 고배를 마셨다.
이에 앞서 2008년 2월 2일 벨라루스와의 친선 경기에서 아이슬란드 A대표팀 소속으로 국제 A매치 데뷔전을 치렀고 이후 2012년부터 아이슬란드 A대표팀의 주장을 맡아 2014년 FIFA 월드컵 유럽 지역 예선에 출전하며 아이슬란드의 사상 첫 월드컵 지역 예선 플레이오프 진출을 이끄는 성과를 거두었다.
그 뒤 2014년 10월 10일 라트비아와의 UEFA 유로 2016 예선 A조 2차전에서 A매치 데뷔 6년만에 첫 골을 신고했고 이듬해인 2015년 6월 12일 체코와의 6차전에서도 자신의 A매치 2번째 골을 터뜨리면서 아이슬란드의 사상 첫 유로 대회 본선 진출이자 메이저 대회 본선 진출에 이바지했다.
그리고 UEFA 유로 2016 본선에서도 팀의 주장을 맡으며 아이슬란드의 사상 첫 메이저 대회 8강 진출의 돌풍을 주도했고 2018년 FIFA 월드컵 유럽 지역 예선에도 출전하며 아이슬란드의 사상 첫 월드컵 본선 진출을 이끌었으며 비록 팀은 2018년 월드컵 본선에서 1무 2패·D조 최하위로 탈락했지만 전 대회 준우승팀이자 월드컵 2회 우승팀인 강호 아르헨티나를 상대로 아이슬란드 축구 역사상 월드컵 본선 첫 승점 획득에 기여했다.
그러나 2021년 12월 대한민국과의 친선 경기를 1달여 앞두고 대표팀 동료인 길피 시귀르드손, 콜베이든 시그소르손 등과 함께 성범죄 등의 스캔들에 휘말리면서 팀 전력에서 이탈했고 결국 팀도 2022년 1월에 열린 대한민국과의 친선 경기에서 상대팀인 조규성, 백승호, 김진규, 권창훈, 엄지성에게 릴레이골을 얻어맞고 1-5 대패를 당하는 수모를 겪었다.

## 수상

### 클럽
카디프 시티
- EFL 챔피언십 : 우승 (2012-13), 준우승 (2017-18)
- EFL컵 : 준우승 (2011-12)

 알아라비 SC
- 카타르 에미르컵 : 준우승 (2020), 4강 (2021)
- 카타르 FA컵 : 우승 (2022), 4강 (2021)

## 같이 보기
- A매치 100경기 이상 출전한 축구 선수 명단